# Fritz Gerdsmeier
Fritz Gerdsmeier (ur. 28 kwietnia 1962 w Aschaffenburgu) – zachodnioniemiecki zapaśnik walczący w stylu wolnym. Dwukrotny olimpijczyk. Szósty w Los Angeles 1984 i odpadł w eliminacjach turnieju w Seulu 1988. Startował w kategorii 100–130 kg. Siódmy zawodnik mistrzostw świata w 1987. Siódmy na mistrzostwach Europy w 1984. Brązowy medalista mistrzostw świata juniorów w 1980 roku.
Zdobył siedem tytułów mistrza Niemiec w latach: 1983-1986 i 1988-1990.
- Turniej w Los Angeles 1984

Przegrał z Jožefem Terteiem z Jugosławii i Amerykaninem Gregiem Gibsonem. W pojedynku o piątą lokatę wygrał z Franzem Pitschmannem z Austrii.
- Turniej w Seulu 1988

Przegrał z Tomasem Johanssonem ze Szwecji i Węgrem László Klauzem.